# 刑天
刑天又作形夭，原名形天，是中國遠古神話中的神祇。在《山海經》裡則是一位巨人，為炎帝的文臣。

## 原名
在甲骨文和金文的记载，刑天為一人形符號，為氏族部落的象征圖騰。刑天原本是華夏族無名神祇，被断首后才被稱作「形天」，因「天」的字型本义即是人头。在《山海經》的原本記戴，稱作「形天」，而「刑天」之得名，相信為陶淵明所改。根據《太平御覽》引用《陶靖節集讀山海經詩》，「刑天」意為「形体夭殘」，但可能傳抄錯誤而有「刑天舞干戚」與「形夭無千歲」二說。
千年以來，文人皆争辩陶淵明用「刑天」或「形夭」，北宋時曾紘表示「刑天舞干戚」才是正確，但南宋時的周必大則提出反駁，認為「刑天舞干戚」用在詩詞上邏輯不通，故「形夭無千歲」才是正確。然而到了清代，陶澍則傾向曾紘之說，其后魯迅及郭沫若認為「形夭」及「形天」則達不到此意，故用「刑天」。

## 《山海經》的刑天
刑天在神話中為炎帝文臣，酷愛音樂，为炎帝祝壽時創作《扶犁曲》、《豐年詞》等詩曲。
自炎帝被黃帝在阪泉之战打敗之後，刑天便跟隨在炎帝身邊，定居南方。當時，蚩尤起兵復仇，刑天本欲参战，但被炎帝制止。后蚩尤部被黃帝剷平，刑天得知蚩尤死訊一怒之下便手持利斧、盾牌，殺到天庭中央的南天門外，指名要與黃帝單挑獨鬥。最後刑天不敵，被黃帝用軒轅劍斬去頭顱。
黃帝為免刑天復活，於是把他的頭顱埋在常羊山裡。《山海經·海外西經》中記載：「刑天與帝爭神，帝斷其首，葬之常羊之山，乃以乳為目，以臍為口，操干戚以舞。」沒了頭的刑天並沒有因此死去，而是重新站起來，並把胸前的兩個乳頭當作眼睛，把肚臍當作嘴巴；左手握盾，右手拿斧。因為沒了頭顱，所以他只能向著天空猛劈狠砍，在黑暗中拼命廝殺，使得其他生靈都不敢接近他。
另一方面，也有人聲稱因為刑天這個動作在其他人看來很有趣，像在舞蹈（刑天舞干戚），所以黃帝才饒他一命。
永遠地與看不見的敵人廝殺，永遠地戰鬥，這個故事使得刑天成為廣為人知的一位悲劇性人物。

## 《阅微草堂笔记》的刑天
在《阅微草堂笔记·卷19》里，有记载如同刑天，也是没有头，两乳头是眼睛，肚脐是嘴巴的妖怪。故事里有人射了一头鹿，但刑天过来说那鹿是他射的，但那人说射鹿他也有份，于是妖怪和那人各平分半头鹿。

## 《点石斋画报》
《点石斋画报》亦有记载《刑天之流》，报道意大利女子产无头婴儿。出于《點石齋畫報》第1卷。此外，《点石斋画报》的《厉鬼畏犬》一篇，亦被水木茂的《中国妖怪事典》以刑天记叙。

## 後世
到了後世，刑天成为勇猛將士的象征，各朝各代之中，更是被比喻作戰鬥之神。陶淵明的〈讀山海經〉中有：「精衛銜微木，將以填滄海。刑天舞干戚，猛志固常在。同物既無類，化去不復悔。徒設在昔心，良辰詎可待！」來讚頌刑天虽然失败，仍然战斗不已的精神。而在現代，刑天常常成為電腦遊戲的角色（大多數為敵方），多是与其獨特外形、悲劇性和勇猛形象有關。

## 流行文化
- 《中华小子》：動畫影集，刑天於第25集〈息壤〉中登場。
- 《非人哉》：連載漫畫，後改編為動畫影集，並由图特哈蒙聲演刑天。
- 《山海經之再見怪獸》：2022年動畫電影，刑天由刘若班配音。
- 《新神榜：楊戩》：2022年動畫電影，片中混元氣站的監工大妖怪取材自刑天。
- 《九日》：赤燭遊戲，遊戲中蚩尤的哥哥，兄弟倆人同為截國的古代兵器，出生時沒有自我意志，為純粹的戰鬥兵器，後來被收納於倉庫中，為庵老之戰前的小BOSS。
- 《鬼太郎》第4部